# Jan Weissenbruch
Jan Weissenbruch (La Haia, 1822 – 1880), fou un pintor neerlandès del segle xix.

## Biografia
Segons l'RKD era cosí de Jan Hendrik Weissenbruch i germà gran dels pintors Isaac i Frederik Hendrik i com ells, va estudiar a l'Akademie van beeldende kunsten de la Haia.
El 1846 va passar un any a la Koninklijke Academie voor Beeldende Kunsten a Amsterdam. Fou alumne d'Isaac Cornelis Elink Sterk, Georg Christiaan Heinrich Hessler, Cornelis Steffelaar, Samuel Verveer, i Anthonie Waldorp. És conegut com un dels fundadors del Pulchri Studio i va fer aquarel·les, aiguaforts i gravats en fusta, així com pintures, la majoria de paisatges urbans i interiors de l'església. El 1857 va guanyar la seva primera medalla d'or en una exposició a l'Haia. Als anys 1867, 1868 i 1872 va restaurar moltes pintures, possiblement pel fet que patia d'agorafòbia, cosa que li dificultava la feina l'última dècada de la seva vida. Johannes Huygens fou alumne seu.

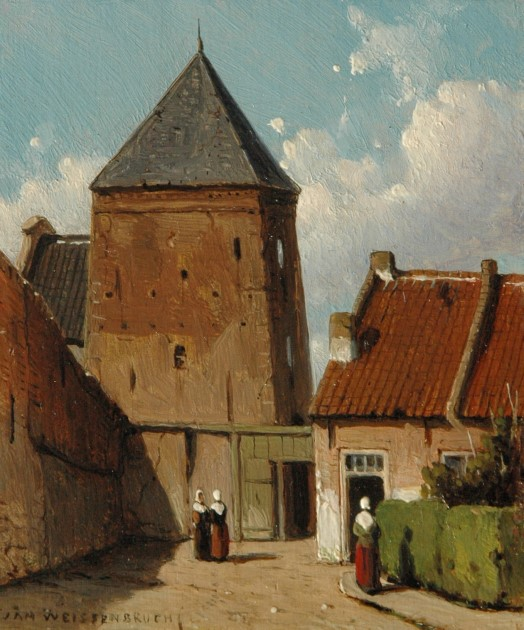
De Goilberdingerpoort in Culemborg, gezien vanuit het zuiden
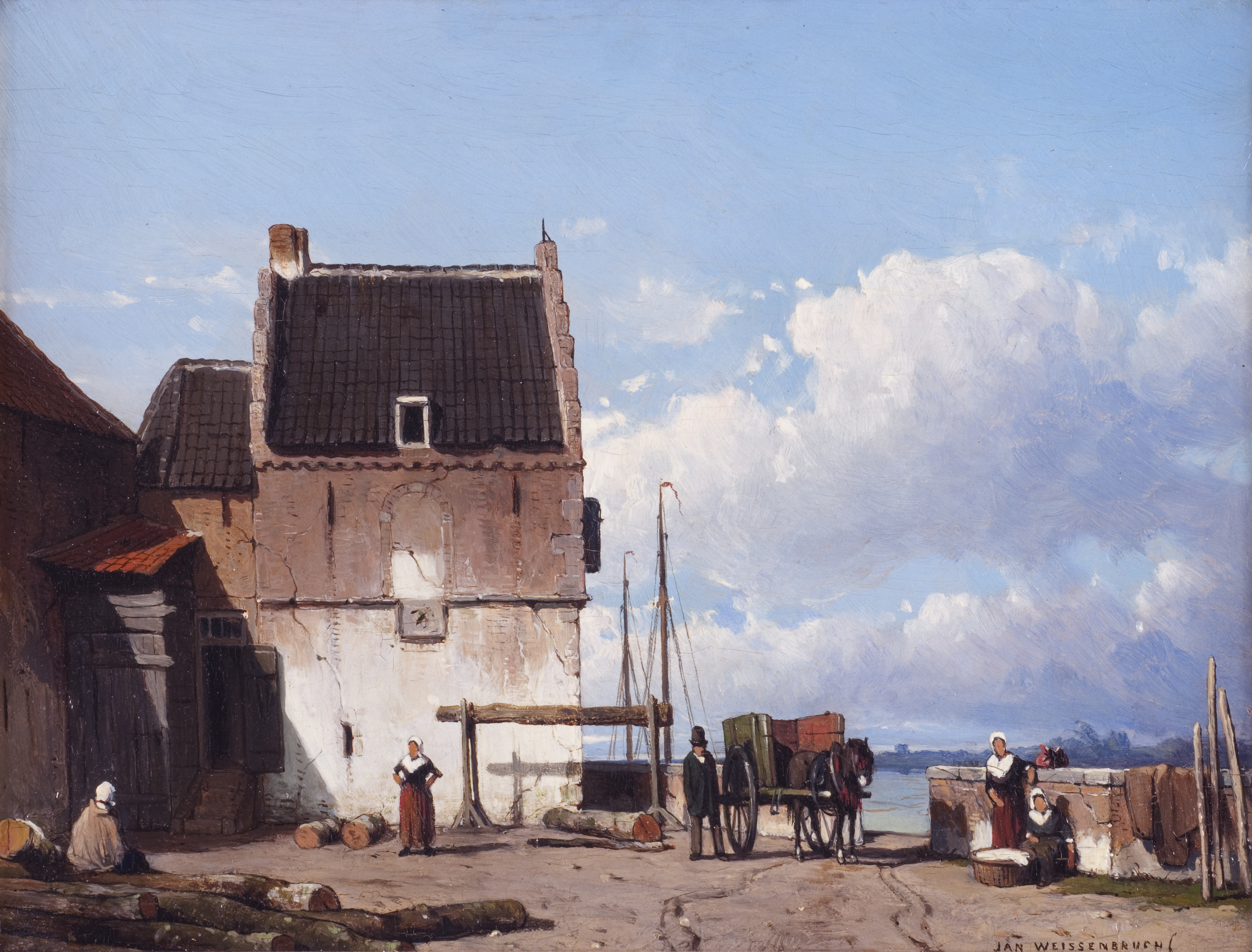
De oude haven met de Bottelpoort in Nijmegen (Museum Het Valkhof)
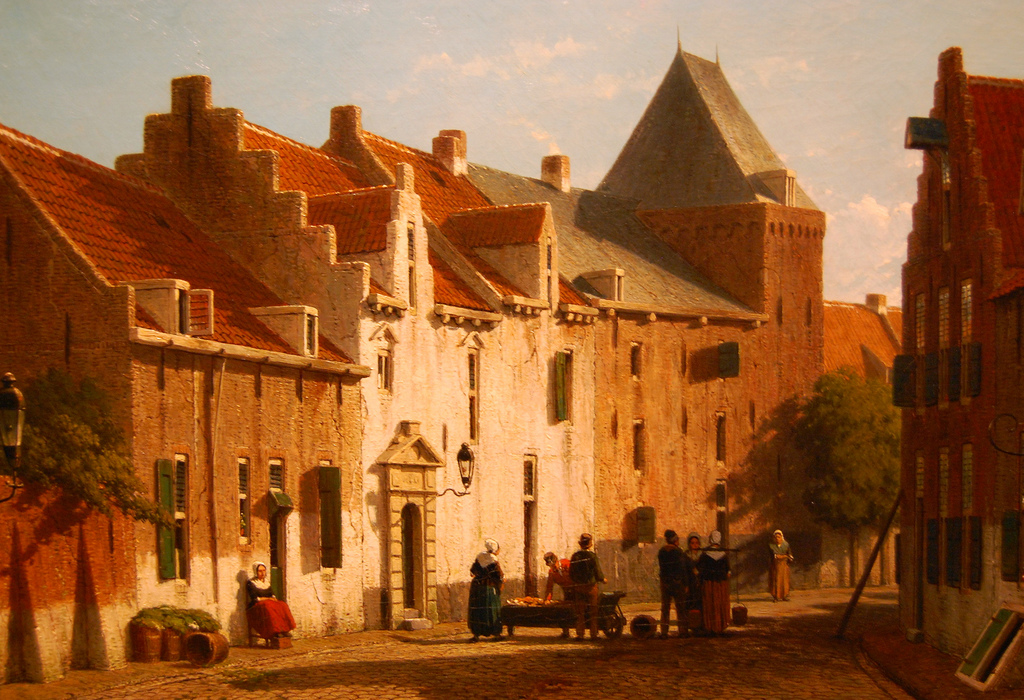
Gezicht op de Muurhuizen